# Bonne nuit ma chérie
«Bonne Nuit Ma Chérie» (Traducción en español: "Buenas noches querida") fue la canción alemana en el Festival de la Canción de Eurovisión 1960, interpretada en alemán (con la excepción del título en francés) por Wyn Hoop.
La canción fue interpretada en undécima posición de la noche (después de Rudi Carrell de los Países Bajos con "Wat Een Geluk" y antes de Renato Rascel de Italia con "Romantica"). Al cierre de la votación recibió 11 puntos, ubicándose en 4º lugar de 13.
La canción es una canción de cuna, con Hoop prometiendo a su amante que "mi amor te acompañará a todas partes" y que "nunca te olvidaré" mientras se va a dormir.
Fue seguida como representante alemana en el festival del 61 por Lale Andersen con "Einmal sehen wir uns wieder".

## Posicionamiento en listas
| Lista (1960)                          | Mejor posición |
| ------------------------------------- | -------------- |
| Alemania (Offizielle Deutsche Charts) | 44             |
| Bélgica (Ultratop 40 valona)          | 48             |